# Середній Абанур
Середній Абану́р (рос. Средний Абанур, марій. Кокла Аванур) — присілок у складі Кілемарського району Марій Ел, Росія. Входить до складу Великокібеєвського сільського поселення.

## Населення
Населення — 29 осіб (2010; 43 у 2002).
Національний склад (станом на 2002 рік):
- марі — 98 %